# Sticke
 (mai 2021).
Si vous disposez d'ouvrages ou d'articles de référence ou si vous connaissez des sites web de qualité traitant du thème abordé ici, merci de compléter l'article en donnant les références utiles à sa vérifiabilité et en les liant à la section « Notes et références ».
La Sticke ou Sticke Alt est un type de bière d'origine germanique brassé à Düsseldorf. C'est une variété saisonnière plus sombre et plus forte de l'Altbier inventée par la brasserie Uerige qui la brasse deux fois par an afin qu'elle soit prête le troisième mardi de janvier et le troisième mardi d'octobre. 
Sticke est le terme vernaculaire pour « secret », qui signifie que la brasserie ne révèle pas la recette. Il semble d'ailleurs que ceci était dû à une erreur si bien que d'année en année, les caractéristiques de la bière changeaient.
La Sticke est généralement de couleur cuivrée sombre et son taux d'alcool en volume typique est d'environ 5,5 %, plus élevé comparativement à celui de 4,7 % d'une Altbier régulière. On la sert aux alentours de 7 à 10 °C. 
La brasserie Uerige conditionne également une version plus forte, appelée Doppelsticke, à environ 8,5 % d'alcool par volume. 
Une autre brasserie, Schumacher, sert une bière semblable, la Latzenbier, également deux fois par année ; les dates sont habituellement vers la fin septembre, ainsi que vers la fin novembre. Bien que le brassage industriel ne date que de 1838, c'est aujourd'hui la plus ancienne brasserie d'Altbier dans le monde. Toutefois, à l'origine, c'est dans les monastères qu'une bière forte stockée en hauteur sur des Latten ou Latzen (lattes en bois) était réservée aux seuls moines eux-mêmes ou vendues en cachette, ou sticke. 